# Euplexia obfuscata
Euplexia obfuscata är en fjärilsart som beskrevs av W. Warren 1911. Euplexia obfuscata ingår i släktet Euplexia och familjen nattflyn. Inga underarter finns listade i Catalogue of Life.